# 2009年Sidekick數據丟失事件
2009年Sidekick數據丟失事件导致约800000名美国智能手机用户暂时失去个人数据，丟失的数据包括他们的行動電話中的电子邮件、通訊錄和照片。于本次事件中丟失数据的服务器是由微软运营的。受影響的手機品牌为Danger Hiptop，也被稱為“Sidekick”，透過T-Mobile蜂窩網絡連線。此事件于当时是雲端運算史中最大的灾难。

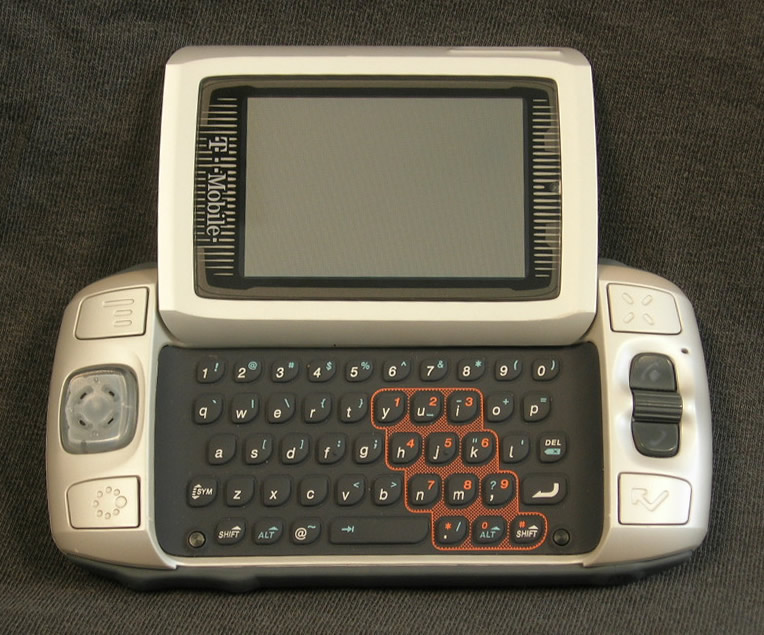
T-Mobile Sidekick 2

Sidekick智能手機起初由危险公司（Danger, Inc.）生產。微軟于2007年2月收購的该公司，收購後，前危险公司人員被聘请到微軟娛樂和裝置部門的行動通訊業務（MCB），他們在微軟手機平台“Microsoft Kin”計畫进行研制。不過，大部分前危险公司的員工很快就離開了微軟公司。 Microsoft接手了數據服務伺服器的運行工作，其數據中心在数据丟失时託管了客戶數據。
2009年9月底，T-Mobile Sidekick手機用戶開始注意到數據服務的中斷。數據中斷時間持續了大約兩週。2009年10月10日，T-Mobile宣布存儲在Sidekick手機上的個人信息將永久性丟失，但这说法后来被推翻。
據金融時報報導，微軟表示其十八個月前從危险公司獲取的數據中心未被“更新為執行微軟技術”。公司聲明表示，這次事故是由於“伺服器故障造成的錯誤匯合損害了其支持的Sidekick用戶的主要和備份數據庫”。由于本次數據丟失，T-Mobile指責了微軟。
事件導致公眾對雲端運算概念的信心喪失，雲端運算在2009年被一系列中斷和數據丟失所困擾。微軟當時試圖說服企業客戶使用Azure和My Phone等雲端運算服務，這是微软所面临的一個問題。
2009年10月14日，有人針對微軟和T-mobile發起集體訴訟。訴訟指控如下：
T-Mobile和微軟承諾保護客戶擁有的最重要的數據，然而他们顯然無法遵守最基本的數據保護原則。他們做的事情是现在的人无法想像的。

集體訴訟於2011年结束，受影響的用戶透過“35美元T-Mobile禮品卡，17.50美元支票付款或12個免費下載软件”作为補償的方案。
10月15日，微軟表示，他們能夠恢復大部分或所有數據，並將開始恢復数据。
微軟首席執行官史蒂夫·巴爾默将其描述为過數據丟失，而不是將其描述為中斷。鮑爾默說：“不清楚是否存在數據丟失”，但他表示，此次事件對於微軟而言並不是好事。